# Warwickshire
Il Warwickshire (pronuncia [ˈwɒrɨkʃər] o [ˈwɒrɨkʃɪər], abbreviato in Warks) è una contea dell'Inghilterra nella regione delle Midlands Occidentali. Il suo capoluogo è Warwick, anche se la maggiore città è Nuneaton, e la contea è famosa per essere il luogo di nascita di William Shakespeare.
La contea è suddivisa in cinque distretti: North Warwickshire, Nuneaton and Bedworth, Rugby, Warwick e Stratford-on-Avon. Gli attuali confini della contea furono stabiliti nel 1974 tramite il Local Government Act 1972. All'interno dei confini storici vi sono anche Coventry e Solihull, oltre a parte di Birmingham.

## Geografia
La contea di Warwickshire confina a nord-ovest con lo Staffordshire, a nord-est con il Leicestershire, a est col il Northamptonshire, a sud con l'Oxfordshire, a sud-ovest con il Gloucestershire ed a ovest con il Worcestershire. Il confine nord della contea si trova a soli 5 km dal Derbyshire. Si tratta di una contea di estensione media, con i suoi circa 2000 km², si estende per circa 97 km da nord a sud. 
La maggior parte della popolazione del Warwickshire vive nel nord e nel centro della contea. Le città mercato del Warwickshire settentrionale ed orientale furono industrializzate nel XIX secolo, e tra queste vi cono Atherstone, Bedworth, Nuneaton, e Rugby. Tra queste, Atherstone ha mantenuto molta parte del suo carattere originale. Le principali industrie erano quelle dell'estrazione mineraria, del tessile, della costruzione e della produzione di cemento, ma oggi l'industria pesante è in declino ed è stata sostituita da centri di distribuzione, dall'industria medio-leggera e dai servizi. Tra le città settentrionali e orientali, solo Nuneaton e Rugby (come luogo di nascita del rugby) sono molto conosciute al di fuori della contea. Le prosperose città del Warwickshire centrale ed occidentale, incluse Royal Leamington Spa, Warwick, Stratford-upon-Avon, Kenilworth, Alcester, Southam e Wellesbourne, ospitano industrie medio-piccole, servizi e turismo come principali centri d'impiego.
Il nord della contea, al confine con Staffordshire e Leicestershire, è dolcemente collinare e il villaggio più settentrionale, No Man's Heath, si trova a soli 55 km dal punto più a sud del Parco Nazionale del Peak District.
Il sud della contea è prevalentemente rurale e meno popolato, ed include una piccola area del Cotswolds, al confine con il Gloucestershire nord-orientale. La pianura tra i Cotswolds e Edge Hill è nota come la Vale of Red Horse. L'unica città del Warwickshire meridionale è Shipston-on-Stour. il punto più alto della contea si trova a 261 metri, Ebrington Hill, sempre al confine con il Gloucestershire. Storicamente larga parte del Warwickshire occidentale era coperto dalla Foresta di Arden come è ricordato frequentemente nella toponomastica dei nomi di quella parte della contea.
Non vi sono centri abitati con titolo di città nel Warwickshire da quanto sia Coventry che Birmingham furono incorporate nella contea delle West Midlands nel 1974, ed oggi sono autorità metropolitane. Le maggiori città del Warwickshire nel 2011 erano: Nuneaton (81 900 abitanti), Rugby (70.600 abitanti), Leamington Spa (49.500 abitanti), Bedworth (32.500 abitanti), Warwick (30.100 abitanti), Stratford (25.500 abitanti) e Kenilworth (22.400 abitanti).

## Geografia antropica

### Suddivisioni amministrative
La contea ha un consiglio di contea a Warwick ed è divisa in cinque distretti: North Warwickshire, Nuneaton and Bedworth, Rugby, Stratford, e Warwick. A loro volta ogni distretto ha il suo consiglio di distretto così come molti villaggi hanno il loro consiglio di parrocchia ma con poteri limitati.

#### Suddivisioni
|  | 1. North Warwickshire 2. Nuneaton and Bedworth 3. Rugby 4. Stratford-on-Avon 5. Warwick |

## Monumenti e luoghi d'interesse

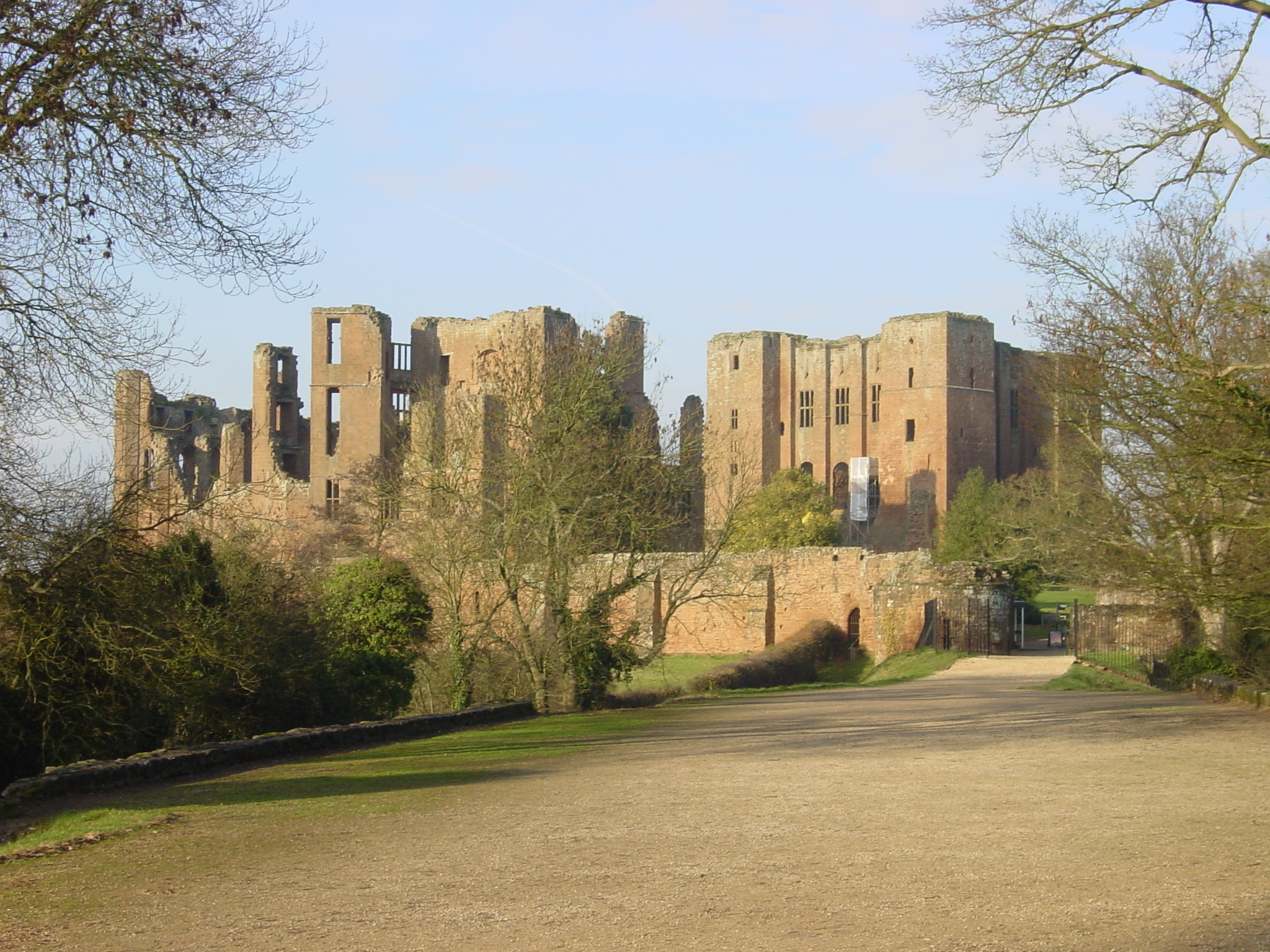
Il castello di Kenilworth

- Arbury Hall, residenza padronale nei pressi di Nuneton.
- The De Vere Belfry, club di golf a Winshaw.
- Burton Dassett Hills, parco nel sud-est della contea.
- Compton Verney House, residenza con una galleria d'arte.
- Compton Wynyates, residenza in stile Tudor.
- Coombe Abbey, residenza sorta da un monastero.
- Coughton Court, residenza di campagna con giardini.
- Coventry Canal, canale di 65 km inaugurato nel 1789.
- Draycote Water, riserva d'acqua e parco popolare tra gli ornitologi.
- Grand Union Canal, canale che collega Londra con Birmingham.
- James Gilbert Rugby Football Museum, museo dedicato al rugby nel luogo dove è nato.
- Castello di Kenilworth
- Kingsbury Water Park
- Ladywalk Reserve
- Lunt Fort, ricostruzione di un forte romano.
- Lord Leycester Hospital, ospedale in struttura a traliccio del XV secolo a Warwick
- Mary Arden's House, casa a traliccio della madre di William Shakespeare.
- Oxford Canal
- Ragley Hall, residenza di campagna nei pressi di Alcester.
- Avon
- Rollright Stones, resti di un villaggio neolitico vicino al villaggio di Long Compton.
- Rugby Art Gallery and Museum
- Rugby School
- Stratford-upon-Avon, luogo natale di William Shakespeare.
- Warwick Castle
- University of Warwick

## Nei media
La contea di Warwickshire è stata utilizzata come set per le riprese della famosa serie per bambini Teletubbies.